# Enoplium serraticorne
Enoplium serraticorne – gatunek chrząszcza z rodziny przekraskowatych i podrodziny Korynetinae.
Gatunek ten opisany został po raz pierwszy w 1790 roku przez Guillaume’a-Antoine’a Oliviera pod nazwą Tillus serraticorne.
Chrząszcz o wydłużonym, walcowatym ciele długości od 4 do 7 mm, ogólnym wyglądem przywodzący na myśl przedstawicieli rodzaju omięk. Ubarwienie ma czarne z brązowawożółtymi pokrywami oraz ciemnobrązowymi odnóżami i czułkami, aczkolwiek nasady czułków są nieco jaśniejsze. Na pokrywach występuje grube, żółte owłosienie. Czułki zwieńczone są buławkami, zbudowanymi z trzech bardzo luźno zestawionych członów – każdy z nich jest dłuższy niż człony od drugiego do ósmego razem wzięte i silnie rozszerzony, ale tylko po stronie wewnętrznej. Narządy gębowe cechują się wierzchołkami obu par głaszczków mającymi kształt dłuta. Na powierzchni głowy i przedplecza obecne jest delikatne i gęste punktowanie. Przedplecze jest wyraźnie węższe od pokryw, bardzo delikatnie obrzeżone. Zarys pokryw jest nieco rozszerzony w części tylnej. Grubsze punkty w przedniej połowie pokrywa układają się w nieco nieregularne rzędy. Odnóża mają pięcioczłonowe stopy, które jednak wyglądają jak czteroczłonowe, gdyż ich człon czwarty jest krótki, wąski i ukryty w wycięciu członu trzeciego. Pazurki stóp pozbawione są wyraźnych ząbków nasadowych.
Owad ten występuje głównie w południowej części Europy i północnej części Afryki. Znany jest m.in. z Hiszpanii, Francji, Włoch i Grecji. Do Europy Środkowej i północnej części Europy Zachodniej zawlekany bywa z transportami drewna, nie tworząc jednak w tych regionach stabilnych populacji. W przypadku Francji zawlekany był do Alzacji. W przypadku Niemiec stare doniesienia dotyczą Wirtembergii i Hesji. Z Polski odnotowany został na podstawie dwóch okazów znalezionych w okolicy Przemyśla, przypuszczalnie zawleczonych z importowanym drewnem z Węgier. W 2010 roku znaleziono go na Półwyspie Krymskim.